# Descend into Despair
Descend into Despair war eine 2010 gegründete und 2023 aufgelöste Death- und Funeral-Doom-Band.

## Geschichte
Die Band wurde im Februar 2010 von den damaligen Teenagern Alexandru „Xander“ Cozaciuc und Denis Ungurean in einer rumänischen Kleinstadt, vermeintlich Câmpulung Moldovenesc, gegründet. Die Musiker agierten mit knappen Ressourcen und keiner Vernetzung in der Musik- oder Metal-Szene.

„Two childhood friends, a small and cold town in the middle of nowhere, a laptop, cheap gear, a notebook full of ideas, endless packs of cigarettes and plenty of cans of beer was all it took to make Descend into Despair a reality.“

„Zwei Freunde aus Kindertagen, eine kleine und kalte Stadt mitten im Nirgendwo, ein Laptop, billige Ausrüstung, ein Notizbuch voller Ideen, endlose Päckchen Zigaretten und jede Menge Bier waren alles, was nötig war, um Descend into Despair Wirklichkeit werden zu lassen.“

Am Silvesterabend 2010 veröffentlichte das Duo Wings of Solitude als erstes Demo und bewarb die Musik online in verschiedenen Foren und MySpace. Nachkommend versuchte das Duo mit regionalen Musikern Descend into Despair zu einer umfangreicheren Bandbesetzung zu formieren, scheiterte dabei jedoch am Desinteresse der verschiedenen Instrumentalisten hinsichtlich des langsamen Stils, wodurch die Gruppe mit einer Vielzahl Musiker agierte und experimentierte. In den ersten Jahren beschränkte sich die Band, aufgrund der personellen Umstände und der regionalen Verortung, auf Proben und gemeinsames Spielen, ohne Live-Auftritte. Doch erst nach einem Umzug nach Cluj-Napoca, der mit dem Ausscheiden des Gründungsmitglieds Denis Ungurea einherging, begann Descend into Despair damit „als richtige Band zu denken und zu arbeiten.“ Nach weiteren personellen Veränderungen bestritt die Band im April 2016 ihr Live-Debüt beim ersten Doom over Bukarest, an dem unter anderem Mourning Beloveth, Eye of Solitude und Abigail teilnahmen. Seither veränderte sich die Besetzung um Cozaciuc kaum mehr, derweil er als Kopf der Gruppe fungiert. Kooperationen mit international agierenden Firmen wie Loud Rage Music und Funere folgten ebenso wie Auftritte mit Shape of Despair, Funeral, The Ruins of Beverast, Swallow the Sun, Saturnus, Hamferð und Evadne.
Im Juni 2023 gab Cozaciuc via Facebook die Auflösung der Band bekannt. Das Projekt sei kommerziell und kreativ an den eigenen Ansprüchen gemessen gescheitert.

## Werk und Wirkung
Bis zum Ende des Jahres 2014 hatte die Band ein Album sowie eine EP in Kooperation mit Xaphan Records und Domestic Genocide Records veröffentlicht. Derweil wurden diese noch unter den reduzierten Produktions-Bedingungen ohne unterstützendes Tonstudio aufgenommen und produziert. Der zu dieser Zeit in Bulgarien lebende und als Tontechniker und Musikproduzent erfahrene Olmo „Déhà“ Lipani von SLOW, Imber Luminis und Deos, der in letzterer gemeinsam mit Cozaciuc agierte, unterstützte die Gruppe indes. Nachdem  The Bearer of All Storms über Domestic Genocide Records erschienen war, veröffentlichte Loud Rage Music 2017 das Album Synaptic Veil und Funere 2020 Opium. Synaptic Veil wurde in London von Daniel Neagoe von Clouds, Eye of Solitude und Mourners abgemischt und gemastert. Als Gastsänger brachte sich Kostas Panagiotou von Pantheist ein. Die Aufnahmen zu Opium fanden in Cluj-Napoca statt. Die Gitarren wurden in den A.P. Roads Studios, Schlagzeug und Gesang in den Corvin Studios aufgenommen. Das Album wurde von Indee Rehal Sagoo in London gemischt und von Greg Chandler in den Priory Recording Studios in Birmingham gemastert.

### Stil
Die von Descend into Despair gespielte Musik wird als atmosphärischer und melodischer Funeral Doom beziehungsweise Death Doom kategorisiert. In der Banddarstellung der Datenbank des Webzines Doom-Metal.com wird die Musik als „generischer langsamer und melodischer Death Doom“ mit gelegentlich in den Funeral Doom ragendem Tempo beschrieben. Die Musik verfüge zumeist über eine besonders „saubere, scharfe Produktion“. Zum einordnenden Vergleich verweisen Rezensenten unter anderem auf „ganz alte My Dying Bride, Mourning Beloveth, Omit, Katatonia, Sea Of Desperation oder die Norweger Funeral“.
Die transportierte Stimmung wird als tragisch, episch und atmosphärisch beschrieben, was mitunter auf den häufigen Einsatz des Synthesizers und des Keyboards zurückgeführt wird. Der Gesang variiert zwischen einem tiefen Growling, gelegentlichen Schreien und gesprochenen Passagen. Heller Frauengesang ergänzt das Klangbild selten. Das Gitarrenspiel bleibt Riff-betonte, wenn auch gelegentlich Melodien eingepflegt werden. Insbesondere Gitarrensoli und -leads seien ausgesprochen melodiös. Die Musik bleibt anhaltend langsam, auf frühen Veröffentlichungen wurde ein simpel programmierter Drumcomputer genutzt.

### Rezeption
Die Musik der Band erfuhr internationale breite Rezeption. Insbesondere die Alben wurden häufig besprochen, dabei unterschiedlich aufgenommen. Bereits die ersten Veröffentlichungen wurden für das britische Webzine Doom-Metal.com besprochen.

#### Frühe Veröffentlichungen
Bertrand Marchal lobte das Demo Wings of Solitude und bescheinigte Descend into Despair einen abenteuerliches Gespür und vielversprechende Ideen. Er vergab Sieben von Zehn möglichen Punkten und schrieb, dass das Demo atmosphärisch und musikalisch als Ganzes wirklich gut funktioniere. Jon Carr beschied der EP Vanity Devotion bei Sechs von Zehn Punkten herausragende Keyboard-Symphonien und empfand die EP als grundlegend „starke Veröffentlichung“, bemängelte jedoch die Produktion und das programmierte Schlagzeug.

#### The Bearer of All Storms
The Bearer of All Storms wurde von Frédéric Cerfvol für Doom-Metal.com rezensiert. Er vergab 5,5 der zehn möglichen Punkte und urteilte, dass „das Album viel besser hätte sein können“ und gar „hätte sein müssen“. Die überbordenden Ideen und Bezüge zu unterschiedlichen Stilrichtungen des Doom Metal ließen das Album jedoch als zu wenig durchdachtes „Flickwerk“ erscheinen. Kritisiert wurden diese Aspekte, sowie Produktionsmängel auch von weiteren Rezensenten. Dabei, so Marcos “Big Daddy” Garcia für Metal Temple, schade dies dem Album nicht so massiv, dass man die Qualität der Band nicht erkennen könne. Als vielversprechend wurde die Descend into Despair auch von Marco Cafo Caforio für Metal.it beurteilt, allerdings sei The Bearer of All Storms ausschließlich den „(wenigen) Kennern und Sammlern des Genres“ zu empfehlen. Das Album sei zwar „voller interessanter Augenblicke“ schrieb Gabriele Fagnan für Metalize.it, jedoch noch unausgereift und für ein ambitioniertes Studioalbum nur mäßig produziert. Stefano Cavanna lobte The Bearer of All Storms für iyezine.com als Album, das „weit über Ausreichend hinausgeht“ und verwies ebenfalls auf ein gewähntes Potential der Band. Mitunter wurde der Gruppe eine noch fehlende Orientierung attestiert, die es noch zu überwinden gälte. The Bearer of All Storms sei ein gutes, wenn auch zu langes Album schrieb Pete Pardo für Sea of Tranquility. Ähnlich äußerte sich Wouter für das niederländische Webzine Zware Metalen. The Bearer of All Storms erscheine als „ein sehr solides Debütalbum“, das Hoffnung auf zukünftige Veröffentlichungen gäbe. Für Metalstorm lautete das Urteil hingegen, Descend into Despair sei „ein ziemlich gutes Beispiel für eine Band, die es versteht, sich an das Wesen jenes Stils zu halten, aus dem sie stammt, und gleichzeitig genug Individualität besitzt um diesem etwas ein Abwechslung zu verleihen.“ Weitere Rezensenten lobten das Album ohne größere Einschränkung als „episch“ und „Fresko mit nächtlichen Schattierungen, das von effektiven Lichtpunkten erhellt wird.“ Eddie Rattlehead pries das Album für Eternal Terror gar als „das größte musikalische Unterfangen, das [er] je in irgendeinem Musikgenre gehört“ habe.

#### Synaptic Veil
Das zweite Studioalbum Synaptic Veil wurde überwiegend positiv aufgenommen und mit Wertungen von sieben bis acht von jeweils zehn Punkten versehen. Lediglich Ian Morrissey bewertete das Album mit 5.5 von zehn möglichen Punkten, in seiner für Doom-Metal.com verfassten Rezension durchschnittlich. Es sei für den angestrebten Stil überproduziert und orientierungslos jedoch erscheine das Potential der Gruppe erkennbar. Das Album wurde von ihm nicht empfohlen, wohl jedoch empfahl er die Band weiterhin zu verfolgen, da sie das Potenzial hätte, etwas herausragendes zu veröffentlichen. Für Metallian lobte Ali hingegen, dass die „saubere, aber nicht kommerzielle Produktion für die Band“ arbeite und kritisierte Nuancen der Musik. So sei der Einsatz des Keyboards „die Achillesferse“ und der „gesprochene Gesang ist weniger erfolgreich“ als das „kraftvolle und tiefe Growling“.

„Dass so eintönige Musik tatsächlich immer interessant bleibt, ist schon eine Art von Kunst, die Descend Into Despair eindrucksvoll beherrschen. Man hört zu keinem Zeitpunkt, dass hier gleich sieben (!) Musiker solch minimalistische Mucke abliefern. Sicherlich kann man sich diese eine Stunde nicht permanent oder alltäglich geben, aber auf traurige, schleppende Klänge steht, der wird hiervon sicherlich beeindruckt sein.“

Für Metalstorm hieß es von Apothecary Synaptic Veil verkörpere „ein sehr ansprechendes Album, das für Funeral Doom überraschend zugänglich ist“. Ähnlich wurde für HatredMeansWar von OccultBlackMetal und für The Metal Observer von Neil Bird geurteilt, Synaptic Veil wäre ein „großartig klingendes Album“ eines atmosphärischen Funeral Doom mit einer besonders professionellen Produktion, sowie ein Album dessen Produktion und Mix „bemerkenswert“ sei und dessen „gesamte Performance“ gekonnt Emotionalität und Kreativität transportiere. In Relation zu vorherigen Veröffentlichungen wurde Synaptic Veil als „stärker als je zuvor und so voller dunkler Emotionen zurückgekehrt, dass es scheint, als würde das Album davor bersten.“

#### Opium
Opium wurde als bis dahin beste Veröffentlichung von Descend into Despair gelobt. Die Gruppe könne „mit diesem Album an die Spitze der gesamten Funeral-Doom-Szene aufsteigen und ihren Platz darin festigt“ mutmaßte Danny Sanderson für das Distorted Sounds Magazine. Als eines der „durchdachtesten und exemplarischsten Werke der Band“ nähme die Musik von Descend into Despair eine „grandiose, aber dennoch monolithische Wendung“. Ein unkonventioneller Einsatz von „Synthesizern und seltsamen Melodien“, der nur selten im Genre zu hören sei, hebe die Musik aus der Masse der Interpreten, so schrieb ScreamingSteelUS für Metalstorm, dass Descend into Despair mit einer noch deutlicheren Konzentration auf diese Elemente die „Fantasie des trauernden Publikums mehr einfangen“ könnte, Opium dennoch ein äußerst gelungenes Album sei.
Als klassischer Funeral Doom, der „langsam, heavy und absolut gefüllt mit Melancholie“ sei empfahl Anders Ekdahl Opium für Battle Helm. Ebenso nannte es  Gustavo Scuderi für The Headbanging Moose, die „ideale Dosis Funeral Doom“ für jeden Genre-Anhänger. Als „perfekt ausbalancierte Musik“, die „Schönheit“ und eine „Spannung von schwerer Traurigkeit und Verzweiflung“ kombiniert wurde das Album für das Monarch Magazine gelobt. Auch David Garica schrieb für das Subterraneo Webzine, dass Opium alles beinhalte was ein Anhänger des Funeral Dooms erwarte. Luxi Lahtinen nahm einen ähnlichen Gedanken in einer für metal Crypt verfassten Rezension auf und schrieb, dass Descend into Despair mit Opium im „Rampenlicht“ stünden sofern denn nur Funeral Doom selbst „mehr Mainstream“ wäre. In seiner ausführlichen Besprechung für das Webzine No Clean Singing schrieb Islander, das Opium „wirklich riesig“ sei und dass „sowohl das Ausmaß seiner dramatischen Kraft als auch die Intensität seiner emotionalen Wirkung überwältigend“ erscheinen. Weitere Rezensenten stimmten in das Lob ein: Die Musik sei „am Stück aber nur bedingt zu erfassen, da ständig neue Dinge zu entdecken sind und man letztendlich auch mit der Art der Umsetzung nicht auf Zwang im gesteckten Funeral Doom agiert.“ Für Metal Tempel wurde das Album von Justin “Witty City” Wittenmeier als eine „erneuernden Interpretation des Funeral Doom“ gepriesen. Descend into Despair habe in dem Genre, das „manchmal zu starr“ einen eigenen und „einzigartigen Weg“ gewählt.

„Whether a parent or not, the ideas conveyed here are capable of striking a significant personal chord with an audience, likely getting the introspective listeners musing themselves about their own lives and various successes, tribulations, and future goals. It is probably the first album in quite a long while that has genuinely made me want to cry while listening, and if that isn’t testament enough to the magnificently composed, heart-grabbing songwriting at the core of it, I don’t know what is.“

„Ob Elternteil oder nicht, die hier übermittelten Ideen sind in der Lage, einen bedeutenden persönlichen Akkord beim Publikum anzuschlagen, was introspektive Hörer dazu bringen kann, über das eigene Leben und verschiedene Erfolge, Hürden und zukünftige Ziele Gedanken zu machen. Es ist wahrscheinlich das erste Album seit langer Zeit, das mich wirklich zum Weinen gebracht hat, und wenn das nicht genug Beweis für das großartig komponierte und im Wesen herzzerreißende Songwriting ist, weiß ich es nicht was es wäre.“

## Diskografie
- 2010: Wings of Solitude (Demo, Selbstverlag)
- 2011: Vanity Devotion (EP, Xaphan Records)
- 2012: Hierophant of the Night (Single, Selbstverlag)
- 2014: The Bearer of All Storms (Album, Domestic Genocide Records)
- 2017: Synaptic Veil (Album, Loud Rage Musik)
- 2020: Opium (Album, Funere)